# Béchir Kekli
Béchir Kekli, né le 28 octobre 1940 dans le quartier de Bab Jedid à Tunis et décédé le 6 juin 1996, est un footballeur tunisien qui a évolué au sein du Club africain. Il est connu dans les milieux sportifs par son surnom de « Gattous » pour son agilité et sa clairvoyance.

## Biographie
Avant-centre replié, poste créé avec avant-gardisme par Fabio Roccheggiani, il récupère les ballons en retrait et marque un grand nombre de buts, son agilité lui permettant une aisance au milieu des défenseurs adverses. Il fait partie des rares joueurs à avoir marqué trois buts en finale de la coupe de Tunisie dont un doublé, ses deux réalisations aux dépens du Sfax railway sport en 1968 ayant privé ce club du doublé et permis au Club africain de poursuivre une série devenue légendaire. Grand spécialiste des corners, étonnamment bon de la tête au vu de sa taille, il a plus de mal à s'adapter aux tactiques des successeurs de Roccheggiani. 
De 1969 à 1971, il joue à l'Union sportive tunisienne avant de mettre fin à sa carrière. Il occupe après sa retraite sportive des postes de responsabilité au sein du comité des supporters.
Son fils Rafik ne manque pas non plus de talent : il est premier au concours du jeune footballeur à Tunis et banlieue en 2003 mais interrompt très tôt sa carrière.

## Carrière
- 1962-1969 : Club africain (Tunisie)[1]
- 1969-1971 : Union sportive tunisienne (Tunisie)

## Palmarès
- Champion de Tunisie : 1964, 1967
- Vainqueur de la coupe de Tunisie : 1965, 1967, 1968, 1969